# Who's Greatest Hits
Who's Greatest Hits is een verzamelalbum van de Britse rockband The Who. Het album werd door MCA Records in 1983 op één plaat uitgegeven en in 1988 werd het heruitgegeven op cd. De lage populariteit van het album was af te leiden uit het feit dat andere grote hits (zoals "I Can't Explain", "Anyway, Anyhow, Anywhere" en "Baba O'Riley") aan de plaat ontbraken. Desalniettemin voegde de band een aantal nummers toe die niet zo vaak zijn uitgegeven. "Relay" werd op deze manier op dit album in haar kortste vorm uitgevoerd. Ondanks een lage plaats in de albumcharts (#94), ontving "Who's Greatest Hits" tot tweemaal toe een platina plaat.

## Track listing
(Alle nummers zijn geschreven door Pete Townshend, tenzij anders aangegeven.)
1. "Substitute" - 3:45
2. "The Seeker" - 3:09
3. "Magic Bus" - 3:20
4. "My Generation" - 3:15
5. "Pinball Wizard" - 3:00
6. "Happy Jack" - 2:08
7. "Won't Get Fooled Again" - 3:38
8. "My Wife" (Entwistle) - 3:32
9. "Squeeze Box" 2:40
10. "Relay" - 3:40
11. "5:15" - 4:48
12. "Love Reign O'er Me" - 3:04
13. "Who Are You" - 5:00